# Иван Мавроди
Иван Василев Мавроди (на украински: Іван Васильович Мавроді) е украински писател от български произход.
Роден е на 5 август 1911 година в Катаржино, Херсонска губерния, в селско семейство. През 1935 година завършва Одеския педагогически институт, след което работи като учител. Издава две книги на български, но след Втората световна война, в която участва и е раняван, е принуден да публикува на руски. Едва през 1972 година е издадена на български стихосбирката му „За тебе аз мисля“. Превежда на украински български автори като Павел Вежинов.
Иван Мавроди умира на 4 април 1981 година в Одеса.